# Sebostase
Sebostase (von lateinisch sebum „Talg“ und altgriechisch στάσις „Stauung“) bezeichnet die verminderte Talgabsonderung der Haut. Folgen einer Sebostase können eine fettarm-trockene, spröde Haut (Xerosis cutis, auch Xerodermie genannt) und glanzlose Haare sein. Das Gegenteil, eine vermehrte Talgabsonderung, wird als Seborrhö bezeichnet.

## Ursachen
Ursächlich ist eine Unterfunktion der Talgdrüsen. Sie ist typisch für die Atopie und führt zu einem vermehrten Wasserverlust über die Haut. Im Rahmen des atopischen Ekzems wird eine Beeinträchtigung des epidermalen Lipidstoffwechsels (delta-6-Desaturasedefekt) für diese Unterfunktion verantwortlich gemacht. Die Sebostase tritt zu ca. 80 % infolge von verminderter Talgsekretion im Alter auf. Das Nachlassen der Talgproduktion wird hier durch eine sinkende Ausschüttung von Androgenen erklärt. Darüber hinaus leiden rothaarige und blonde Menschen auf Grund ihrer genetischen Veranlagung vermehrt an dieser Hauterscheinung.

## Krankheitserscheinung
Die Verminderung des Talges führt zu einer Störung der Barrierefunktion der Haut, wodurch diese vermehrt Wasser verliert. Klinisch erscheint die Haut dann trocken und fettarm und die Haare glanzlos. Zudem weist die Haut eine hohe Sonnenempfindlichkeit und geringe Fähigkeit zur Alkalineutralisation aus. Oft ist auch die Schweißproduktion der Haut gemindert. Es kommt zu umschriebenen Hautabschilferungen, vor allem an den seitlichen Partien der Oberarme, der Unterschenkel und des Rumpfes. Die trockene Haut juckt häufig. Da sie durch die fehlende Fettschicht einen Teil ihrer Schutzfunktion verloren hat, kann es außerdem zur Besiedelung mit dem Bakterium Staphylococcus aureus kommen.

## Behandlung
Im Regelfall werden therapeutisch vornehmlich äußerliche Anwendungen wie rückfettende Reinigungsprodukte (Cremes, Salben und Emulsionen
vom Wasser-in-Öl-Typ) verwendet. In schweren Fällen ist eine gleichzeitige Behandlung des zugrundeliegenden Krankheitsgeschehens (z. B. atopische Dermatitis) angebracht.